# Anthaxia idae
Anthaxia idae es una especie de escarabajo del género Anthaxia, familia Buprestidae. Fue descrita científicamente por Obenberger en 1938.